# Jeroen Rauwerdink
Jeroen Rauwerdink (Zeist, 13 settembre 1985) è un pallavolista olandese.
Gioca nel ruolo di schiacciatore nell'Olympiakos.

## Carriera
Cresciuto nel settore giovanile della società Volley Club Cito, ha successivamente militato per sette anni nella Dynamo Apeldoorn, vincendo tre scudetti, due coppe nazionali, la Supercoppa 2007 e, in ambito europeo, la Top Teams Cup 2002-03.
Arriva in Italia nella stagione 2008-09 ingaggiato dalla Gabeca di Montichiari, a cui rimane legato per tre annate, anche dopo il trasferimento del club a Monza. Successivamente si trasferisce all'Umbria e alla Top Volley Latina, con cui raggiunge la semifinale scudetto e la finale di Coppa Cev; in questo periodo con la nazionale olandese conquista l'European League in Turchia, oltre alla medaglia di bronzo nel Memorial Hubert Wagner. Dopo una parentesi al Piemonte nel campionato 2013-14 fa ritorno alla Top Volley Latina.
Nella stagione 2015-16 si accasa allo Ziraat Bankası, militante nella Voleybol 1. Ligi, dove resta per due annate, per poi passare al club greco dell'Olympiakos per il campionato 2017-18, in Volley League, vincendo la Coppa di Lega, dove viene premiato come MVP, e lo scudetto.

## Palmarès

### Club
- Campionato olandese: 3

2002-03, 2006-07, 2007-08
- Campionato greco: 1

2017-18
- Coppa dei Paesi Bassi: 2

2001-02, 2007-08
- Coppa di Lega: 1

2017-18
- Supercoppa olandese: 1

2007
- Top Teams Cup: 1

2002-03

### Nazionale (competizioni minori)
- European League 2006
- European League 2008
- European League 2012
- Memorial Hubert Wagner 2013

### Premi individuali
- 2018 - Coppa di Lega: MVP